# Cécile Locatelli
Cécile Locatelli (Grenoble, 12 novembre 1970) è un'allenatrice di calcio ed ex calciatrice francese, di ruolo difensore, selezionatrice della nazionale Under-17 francese.

## Carriera

### Calciatrice

#### Club
Inizia a giocare a calcio nelle giovanili del Claix, dove rimane dal 1985 al 1989. Nel 1989 passa al Grenoble, squadra della sua città natale, dove resta fino al 1992. In quest'anno si trasferisce a Lione, dove giocherà fino a fine carriera, prima con l'FC Lione e poi con l'Olympique, che nel 2004 acquisisce il suo club precedente. Si ritira dal calcio giocato nel 2006 dopo aver vinto tre campionati (1993, 1995 e 1998) e due Coppa di Francia di fila (2003 e 2004), una in finale contro il Montpellier e l'altra con il Compiègne, tutto con l'FC Lione.

#### Nazionale
Viene convocata per la prima volta in nazionale nel 1992, a 22 anni, da Aimé Mignot. Debutta il 28 marzo, giocando titolare nell'amichevole pareggiata per 0-0 a Marsiglia contro la Norvegia.
Il 27 settembre dello stesso anno segna per la prima volta con Les Bleues, realizzando il 4-1 al 70' nel successo per 5-1 in casa ad Albi contro la Finlandia nelle qualificazioni all'Europeo 1993 in Italia.
Si ripete il 29 aprile 1996 nella sconfitta per 8-2 in amichevole ad Indianapolis contro gli Stati Uniti, segnando il secondo gol francese all'80'.
Nel 1997 viene convocata per l'Europeo in Norvegia e Svezia, prima partecipazione di sempre per la Francia, dove gioca tutte e tre le gare del girone: il pareggio per 1-1 con la Spagna, il successo per 3-1 sulla Russia e la sconfitta per 3-0 contro la Svezia. Le francesi vengono eliminate con 4 punti per la peggior differenza reti rispetto alle spagnole.
Gioca l'ultima gara nel 1998, il 15 febbraio, disputando tutti i 90 minuti del successo per 3-2 in amichevole ad Alençon contro l'Inghilterra. Termina con 44 presenze e 2 reti in nazionale.

### Allenatrice
Nel 2009, 3 anni dopo il ritiro, inizia la carriera da allenatrice, con alcune formazioni giovanili della regione del Rodano-Alpi. Nel 2014 viene convocata nel Centro tecnico nazionale di Clairefontaine e diventa assistente di Guy Ferrier nella Nazionale Under-16, succedendogli ad aprile 2015 per tre gare. Nel 2016 diventa momentaneamente assistente del neo-CT Olivier Echouafni in nazionale maggiore. Ad inizio 2017 ritorna in Under-16, rimanendo in carica fino all'estate. Echouafni la richiama come assistente per Euro 2017 nei Paesi Bassi, dove le francesi escono ai quarti contro l'Inghilterra. Al termine della competizione passa ad allenare l'Under-17.

## Palmarès

### Club
- Campionato francese: 3

FC Lione: 1992-1993, 1994-1995, 1997-1998
- Coppa di Francia: 2

FC Lione: 2002-2003, 2003-2004